# Утрехтские караваджисты
Утрехтские караваджисты — историко-региональная школа голландских живописцев XVII века, так называемого Золотого века голландской живописи, творчески развивавших находки выдающегося итальянского художника-реформатора Микеланджело Меризи да Караваджо (1571—1610).

## История
Утрехт — город и община в центре Нидерландов, столица одноимённой провинции, центр римско-католической архиепархии. В 1577 году город был завоёван испанцами, в 1579 году при содействии Англии в Утрехте была подписана Утрехтская уния, — военно-политическое объединение северных провинций Нидерландов, направленное против католичества и испанского владычества. Уния послужила основой образования Республики Соединённых провинций (Голландии). Однако в результате религиозного раскола в самом Утрехте в 1724 году была восстановлена власть католической церкви.
Жители города отличались особенной набожностью и богобоязненностью, что также способствовало укреплению католицизма. Это отразилось и в живописи местных художников, которых привлекали мрачные сюжеты: эсхатологические фантазии, сказки о ведьмах, колдунах и оборотнях.
Ещё в XVI веке под влиянием итальянского искусства в Утрехте формировалась оригинальная школа живописи. Ян ван Скорел (1495—1562), живописец и одновременно каноник, член городского церковного совета, в 1519—1521 годах совершил паломничество в Иерусалим, а затем в Италию. В 1522—1524 годах был хранителем художественных коллекций Ватикана. Позднее работал в Утрехте и Харлеме. Находился в центре кружка романистов — поэтов, музыкантов, любителей итальянской культуры. Его ученик Мартен Якобс ван Хемскерк (1498—1574), живописец и гравёр, также в 1532—1535 годах работал в Италии, в Риме его называли «голландским Рафаэлем». Абрахам Блумарт (1564—1651), работавший в Утрехте, Амстердаме и Харлеме, также увлекался искусством итальянского Возрождения. Один из его учеников — Хендрик Тербрюгген (1588—1629) приехал в Рим, возможно, встречался с Рубенсом, но не с самим Караваджо. Однако несомненно, что он внимательно изучал произведения Караваджо, имевшие в то время необычайный успех. Эффекты светотени, неожиданных ракурсов на тёмном, почти чёрном фоне и персонажи, которых Караваджо представлял в «вульгарном» (простонародном) виде производили сильное впечатление, в том числе на нидерландских художников, воспитанных натурализмом средневековой северной живописи. Но в XVII веке следование стилю Караваджо считали истинно итальянским и «католическим», хотя в самой Италии Караваджо был в оппозиции к Ватикану.
Геррит ван Хонтхорст (1590—1656) после возвращения в 1619 году из Италии тоже стал работать в манере Караваджо — ещё в Риме за увлечение эффектами светотени он получил прозвание «Герардо ночной» (итал. Gherardo delle Notti). Своими произведениями он повлиял на творчество молодого Рембрандта и Ф. Халса. В 1622 году Хонтхорст основал в Утрехте Академию рисунка (Utrechtse tekenacademie), которую прозвали «караваджистской».
Учеником А. Блумарта был утрехтский живописец Пуленбург, Корнелис ван Корнелис ван Пуленбург (1586—1667). Он также вначале работал в Италии (1617—1626), писал пейзажи с итальянскими руинами. Родом из Утрехта была большая семья художников де Хем, наиболее известный из них — Хем, Ян Давидс де Ян Давидс де Хем Старший (1606—1684), мастер натюрмортов с цветами и фруктами.
К утрехтским караваджистам относят Д. фан Бабюрена, Я. фан Бейлерта. В Центральном музее Утрехта (Centraal Museum) можно увидеть картины этих и других живописцев нидерландской школы. В Государственном музее, расположенном в бывшем женском монастыре Св. Екатерины, экспонируются произведения, связанные с деятельностью католической церкви, а также с историей соперничества католиков и протестантов в Голландии.
Расцвет творчества утрехтских караваджистов пришелся на первые 35 лет XVII века. Позже Тербрюгген и Бабюрен умерли, а Хонтхорст всё более отходил от караваджизма. Но утрехтские караваджисты имели существенное влияние на художников-голландцев из других художественных центров, среди них — Геррит Дау и сам Рембрандт, который никогда не был в Италии. Много общего с утрехтскими караваджистами найдено и в произведениях прославленного лотарингского мастера Жоржа де ла Тура.

## Некоторые представители

### Геррит (Герарт) ван Хонтхорст
Геррит ван Хонтхорст в 1619 году вернулся из Италии в Голландию и стал работать в манере Караваджо. В 1622 году он переехал в родной Утрехт, где стал мастером Гильдии Святого Луки. Здесь произведения Хонтхорста имели успех. Среди посетителей его мастерской был сам Рубенс. Ещё в Риме за увлечение эффектами светотени он получил прозвание «Герардо ночной». Своими произведениями он повлиял на творчество молодого Рембрандта и Ф. Халса. В 1622 году Хонтхорст основал в Утрехте Академию рисунка (Utrechtse tekenacademie), которую прозвали «караваджистской».
В 1628 году Хонтхорст работал в Лондоне при дворе Карла I Стюарта. Среди заказчиков художника был и король Дании Кристиан IV. С 1637 года Хонтхорст снова работал в Гааге, был приближен ко двору Фредерика Хендрика, герцога Оранского. Гаага была домом Хонтхорста на протяжении пятнадцати лет. В 1652 он вернулся в родной Утрехт, где жил до смерти в 1656 году.
- Концерт. 1623. Холст, масло. Национальная галерея искусства, Вашингтон
- Сводница. 1625. Холст, масло. Центральный музей, Утрехт
- Отречение апостола Петра. Между 1612 и 1620 гг. Холст, масло. Музей изящных искусств, Рен, Франция
- Групповой портрет Фредерика Генриха, принца Оранского, Амалии Зольмс-Браунфельс и их трёх младших дочерей. Ок. 1647. Холст, масло. Рейксмюсеум, Амстердам
- Поклонение Младенцу. Ок. 1620. Холст, масло. Уффици, Флоренция
- Осмеяние Христа. Ок. 1617. Холст, масло. Музей искусств округа Лос-Анджелес, США

### Хендрик Тербрюгген
Неофициальным соперником Хонтхорста в Утрехте стал Хендрик Тербрюгген, который тоже путешествовал по Италии и изучал картины Караваджо. Он вернулся в Утрехт раньше Бабюрена и Хонтхорста. Именно Тербрюгген первым принёс в Утрехт известие об удивительной художественной находке Караваджо. А музыкальные картины Тербрюггена стали прямым и творческим продолжением лучших музыкальных сцен Караваджо и его итальянских последователей. Музы на картинах Тербрюггена действительно погружены в музыку, а не в ухаживания или флирт, как у Хонтхорста.
- Мальчик с трубкой. 1623. Холст, мсло. Музей Добо Иштвана, Эгер, Венгрия
- Концерт. 1627. Ок. 1626. Холст, масло. Национальная галерея, Лондон
- Вакханка. 1627. Холст, масло. Центр Гетти, Лос-Анджелес, США
- Неравная пара. Ок. 1623. Холст, масло. Частное собрание
- Святой Себастьян, о котором заботятся Ирина и ее служанка. 1625. Холст, масло. Мемориальный художественный музей Аллена, Оберлин, Огайо, США

### Дирк ван Бабюрен
Дирк (Теодор) ван Бабюрен родился около 1595 года в городе Вейк-бей-Дюрстеде провинции Утрехт, его семья переехала в Утрехт, когда он был ещё молод. Самое раннее упоминание о художнике содержится в записях Утрехтской гильдии святого Луки 1611 года как об ученике Паулюса Янсона Морельсе. Членство в гильдии дало ему право на профессиональную деятельность. В период между 1612 и 1615 годами Бабюрен отправился в Рим.
Бабюрен был одним из первых живописцев, принадлежавших к группе голландскоязычных художников, действовавших в Риме в семнадцатом веке, известной как «Бент», или «Перелётные птицы» (нидерл. Bent vogels), или нидерл. Bentvueghels — «Птицы пера»). В Италии ван Бабюрена привлекло новаторское искусство Караваджо, под влиянием которого окончательно сложился его собственный творческий почерк. У Караваджо он заимствовал композиционную выразительность, контрастное освещение и стремление к реалистическому изображению натуры — черты, ставшие характерными для караваджизма.
В 1620 году художник возвратился в Нидерланды и открыл собственную мастерскую в Утрехте. В этот период в его творчестве преобладали сюжеты бытового жанра, композиции для которых характерны крупные полуфигуры с контрастной светотенью, отличающиеся яркостью цвета и темпераментной манерой исполнения. Многим картинам Бабюрена присущ оттенок грубоватого натурализма, что в определённой мере было вызовом протестантской морали. Дирк ван Бабюрен ушёл из жизни в расцвете лет и своего таланта 21 февраля 1624 года.
- Святой Франциск. Ок. 1618. Холст, масло. Музей истории искусств, Вена
- Лютнист. 1622. Холст, масло. Центральный музей Утрехта
- Молодой певец. 1622. Холст, масло. Штеделевский художественный институт, Франкфурт-на-Майне
- Коронование тернием. 1623. Холст, масло. Музей монастыря Святой Екатерины, Утрехт
- Флейтист. 1620. Холст, масло. Берлинская картинная галерея
- Курильщик с трубкой. 1623. Холст, масло. Музей Мармоттан-Моне, Париж
- Римское милосердие. Между 1618 и 1624 гг. Холст, масло. Галерея искусств, Йорк, Англия

### Матиас Стом
Даже среди талантливых утрехтских живописцев особое место занял скрытный Матиас Стом, католик-фламандец, который перебрался в Италию и остался там на всю жизнь. Художник родился в Амерсфорте в Нидерландах, недалеко от Утрехта. Был известен под именами Маттео Стома, Маттиас Стома и Маттео Фламандец. Искусству живописи обучался в Италии, как правило, писал картины на библейские и исторические сюжеты. Его первым учителем был Геррит ван Хонтхорст, который и привлёк художника к караваджистскому стилю. В произведениях Стома очевидно влияние Хусепе де Рибера и Питера Пауля Рубенса. Матиас Стом не разделял увлечений других северных караваджистов юмористическими, и даже скабрезными сюжетами, как и сложными декоративными аллегориями, а вместо этого предпочитал истории из Библии. Он работал в разных местах Италии, где пользовался покровительством религиозных учреждений, а также видных представителей итальянской аристократии.
Под влиянием картин караваджиста Герарда ван Хонтхорста, известного в Италии за изображения сцен при свечах как «Герардо Ночной» (итал. Gherardo delle Notti), Стом также часто использовал эффекты светотени от скрытого источника света.
- Юноша, читающий при свече. Между 1600 и 1650 гг. Холст, масло. Частное собрание
- Муций Сцевола в лагере Порсены. 1640-е гг. Холст, масло. Художественная галерея Нового Южного Уэльса, Сидней, Австралия
- Осмеяние Христа. Между 1633 и 1639 гг. Холст, масло. Музей Нортона Саймона, Пасадена, США
- Изгнание торгующих из храма. Между 1630 и 1633. Холст, масло. Коллекция Кремера, Гаага
- Благовещение. 1630-е гг. Холст, масло. Уффици, Флоренция
- Самсон и Далила. 1630. Холст, масло. Палаццо Барберини, Рим

### Паулюс Бор
Паулюс Бор — художник, который обычно рассматривается в роли посредника между утрехтским караваджизмом и харлемским классицизмом. Его семья была богата, поэтому Паулюс, вероятно, был менее зависим от количества заказов на его картины. Этим можно объяснить предпочтение художником сюжетов, не вызывавших особого интереса у современников. Он был католиком, но создал всего несколько картин на религиозные сюжеты. Всего сохранилось около двадцати четырёх достоверных работ художника.
- Сообщение Деве Марии о приближающейся смерти. Между 1635 и 1640. Холст, масло. Национальная галерея Канады, Оттава
- Кидиппа с яблоком Аконтия. Между 1620 и 1669. Холст, масло. Рейксмюсеум, Амстердам
- Сидящая обнажённая, моющаяся у печи. Холст, масло. Частное собрание
- Христос среди учителей. Ок. 1635